# Tricolia beaui
Tricolia beaui är en snäckart som beskrevs av Robertson 1958. Tricolia beaui ingår i släktet Tricolia och familjen Tricoliidae. Inga underarter finns listade i Catalogue of Life.